# آیلز ورنر
آیلز ورنر (آلمانی: Ilse Werner؛ ۱۱ ژوئیهٔ ۱۹۲۱ – ۸ اوت ۲۰۰۵) یک هنرپیشه اهل آلمان بود.

## گزیده فیلم
- دختران دردسرساز - ۱۹۳۸
- زندگی می‌تواند زیباتر باشد - ۱۹۳۸
- بل آمی (۱۹۳۹)
- فرشته شب - ۱۹۵۱
- آنی کوچولوی بانمک - ۱۹۵۴
- رسیده به ستاره‌ها - ۱۹۵۵
- درود بر خواهران - ۱۹۹۰